# A arma impossível
A Arma Impossível , da colecção Argonauta, é um romance de ficção científica escrito por Philip K. Dick. Embora seja uma obra menor do autor, e, até certo ponto, datada (transcorre no início do século XXI, num mundo ainda dividido entre Leste e Oeste), "The Zap Gun" lembra que o medo da guerra pode ser um ótimo substituto para a própria guerra.

## Sinopse
Em 2004, a corrida armamentista entre as superpotências capitalista e comunista converteu-se numa farsa que envolve a produção de armas fictícias vendidas como bens de consumo para a população em geral. O precário equilíbrio parecia transcorrer às mil maravilhas, até o dia em que misteriosos alienígenas resolveram colocar as "armas de fachada" à prova. E então descobrem, para desespero dos humanos, que o tigre era mesmo de papel...